# Orage magnétique
Ne doit pas être confondu avec tempête solaire.

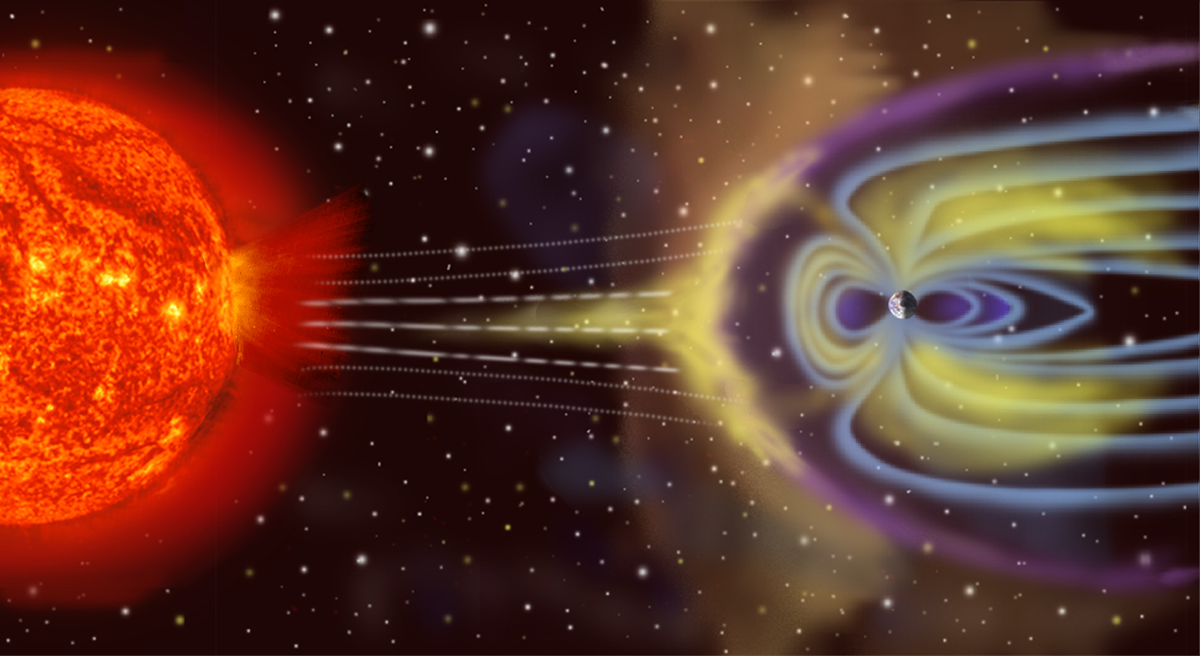
Vue d'artiste de l'interaction du vent solaire avec la magnétosphère terrestre.

Un orage magnétique, aussi appelé tempête magnétique ou encore tempête géomagnétique, est un phénomène lié aux interactions entre les variations de l'activité solaire et le champ magnétique terrestre, qui mènent à des fluctuations énergétiques brusques et intenses. Ces fluctuations peuvent influencer l'atmosphère terrestre, notamment l'ionosphère en créant, notamment, des aurores polaires. Elles ont également un effet significatif sur l'électronique. Les effets des orages géomagnétiques varient en fonction, notamment, de l'altitude et de la latitude.
La fréquence des orages géomagnétiques fluctue avec le cycle des taches solaires. Les orages géomagnétiques sont plus fréquents lors d'un maximum solaire,.

## Description et caractéristiques physiques

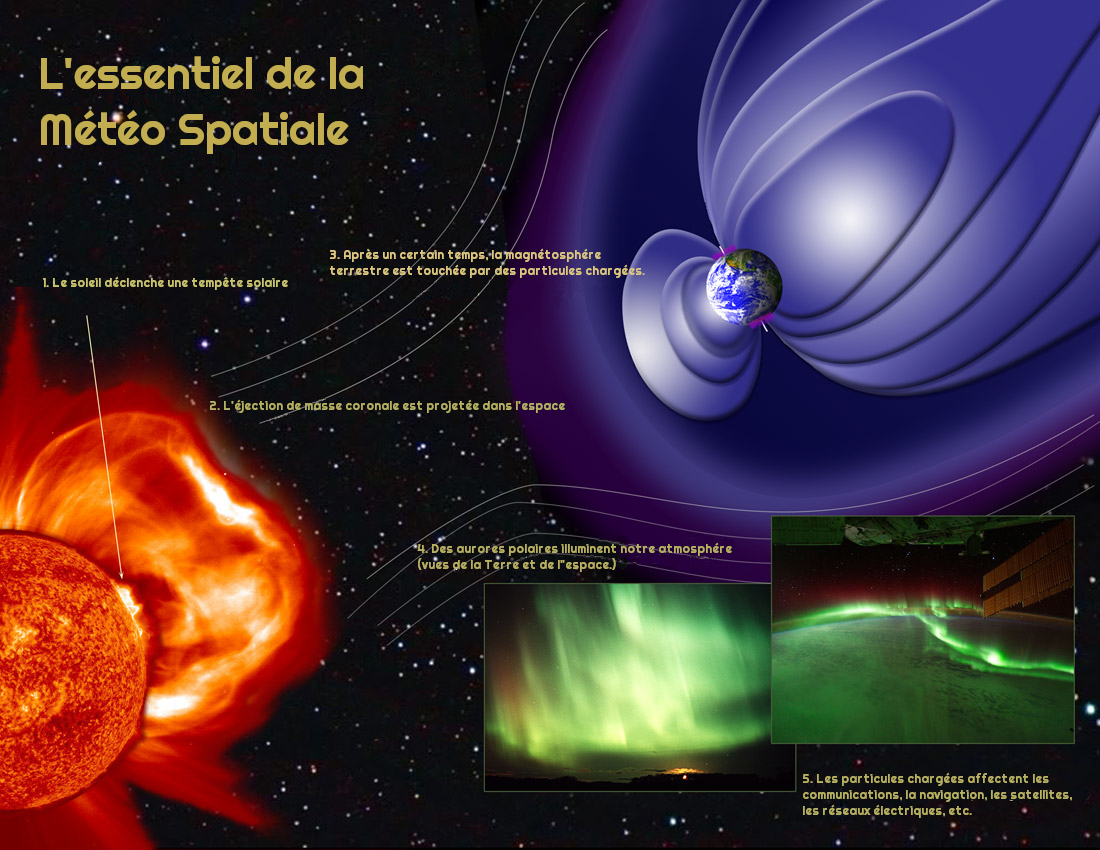
Schéma des différentes phases d'un orage magnétique.

Les orages géomagnétiques sont dans leurs plus simple forme, un changement de la magnétosphère terrestre brusque et rapide en raison de vents solaires intenses ou changeants,,. Ces vents peuvent être causés par une éruption solaire, une éjection de masse coronale solaire (EMC) ou par l'effet d'un trou coronal.
La magnétosphère est d'abord comprimée lorsque la pression du vent solaire augmente. Le champ magnétique du vent solaire interagit alors avec le champ magnétique de la Terre, transférant plus d'énergie dans celle-ci. Les deux interactions engendrent la mobilité du plasma dans la magnétosphère, ce qui amène la création d'un courant électrique dans la magnétosphère et l'ionosphère. Pendant la phase principale d'un orage géomagnétique, le courant électrique dans la magnétosphère génère une force magnétique qui pousse la barrière magnétosphère-vent solaire en sens opposé du Soleil. Ces phénomènes sont responsables d'un certain nombre d'évènements météorologiques spatiaux.

## Type et intensité

Magnétosphère dans l'environnement spatial proche de la Terre.

On dénombre au moins deux types d'orages magnétiques :
- L'orage à début brusque (SSC, de Storm Sudden Commencement) qui touche toutes les latitudes, plus intense pendant les maxima du cycle solaire et suivant les éruptions solaires (chromosphériques de quelques dizaines d'heures, il est accompagné d'une intense émission de rayons ultraviolets affectant les couches ionosphériques D et E, s'ajoutant à des averses de protons rapides[8] ;
- l'orage à début progressif : d'intensité moyenne, aux conséquences plus localisées et se produisant souvent avec une certaine régularité correspondant à la période de rotation du soleil sur lui-même.

Quant à elle, l'intensité des orages géomagnétiques est évaluée à l'aide d'échelles basées sur les indices Kp et A. Ces indices K vont de 0 à 9 et sont basés sur la plage maximale de variation du champ magnétique dans une échelle quasi logarithmique,.
On peut aussi rencontrer dans certains articles la classe G (G1, G2/modérée, G3/fort à G5) définie par la NOAA, liée à l'indice Kp.

## Histoire et observations
En 1600, William Gilbert publie De Magnete (en), qui aborde le magnétisme planétaire et mène finalement à l'étude du géomagnétisme. En 1699, Edmund Halley fait des observations approfondies sur les conditions du magnétisme terrestre. Cent ans plus tard, au début du XIXe siècle, Alexander von Humboldt étudie également le phénomène. Il constate notamment que lors de la disparition des aurores polaires à l'aube cosmique, les perturbations magnétiques disparaissent également.
L'éruption solaire du 1er septembre 1859 mène à un orage magnétique majeur sur Terre environ 18 heures plus tard. Elle est la plus grande tempête magnétique enregistrée de l'histoire,. L'orage engendre la destruction d'une partie du réseau télégraphique américain nouvellement établi, provoquant des incendies et effrayant certains opérateurs télégraphiques.
En novembre 1882, un puissant orage magnétique lié à un énorme groupe de taches solaires produit des perturbations importantes des systèmes télégraphique et téléphonique, ainsi que des aurores spectaculaires (en).
Au XXe siècle, l'orage magnétique de mai 1921 survient à la suite d'une série d'éjections de masse coronale.
Dix ans plus tard, en 1931, Sydney Chapman et Vincenzo C. A. Ferraro publient un article, A New Theory of Magnetic Storms, qui tente d'expliquer le phénomène des orages magnétiques,. Ils y argumentent que lorsque le Soleil entre en éruption, il émet également un « nuage de plasma ». Ce plasma voyage à une vitesse d'environ 800 km/s et atteint la Terre en un peu plus de deux jours. Le nuage comprime alors le champ magnétique terrestre.

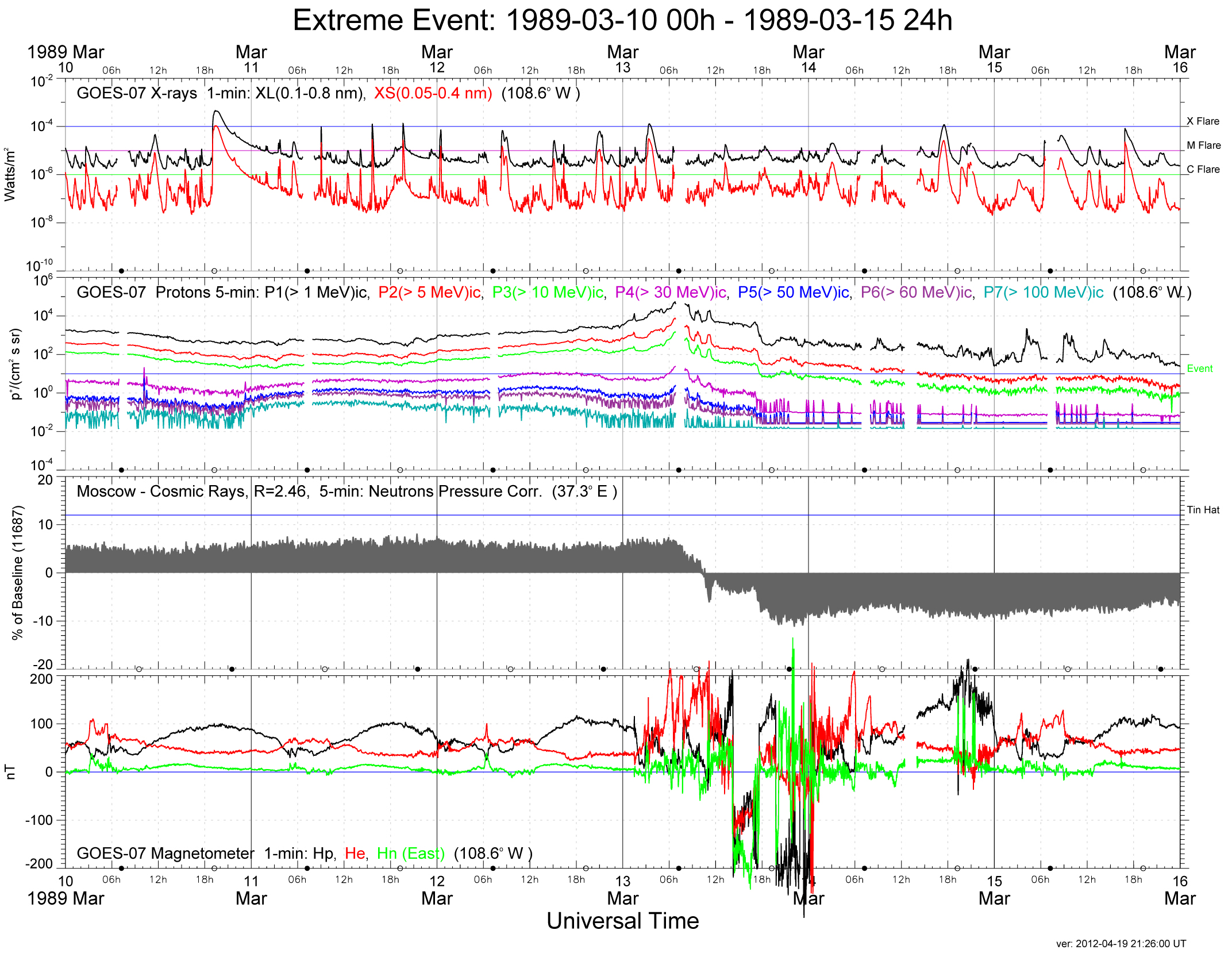
Enregistrement de l'orage magnétique de 1989.

En mars 1989, des magnétomètres au sol détectent un changement rapide du champ magnétique qui indiquent les effets de l'éruption solaire de 1989,.

## Effets sur l'activité humaine
Les orages magnétiques peuvent affecter le matériel électronique, surtout les infrastructures à grande échelle tels que les réseaux de communication, ainsi que les satellites. Ainsi, les systèmes électriques peuvent être endommagés par les courants induits,,,,,,. Par exemple, la tempête géomagnétique en 1989 a suralimenté les courants induits par le sol, perturbant la distribution d'électricité dans la majeure partie du Québec et provoquant des aurores au sud jusqu'au Texas.